# Нечерда Борис Андрійович
Нечерда́ Борис Андрійович (11 липня 1939, с. Ярешки, Андрушівський район, Житомирська область — 11 січня 1998, Одеса) — український поет-шістдесятник.
Лауреат Національної премії України імені Тараса Шевченка за 2000 рік (посмертно) за збірку поезій «Остання книга».

## Життєпис
Народився в с. Ярешки. Дитинство пройшло в Олександрії.
Закінчив кораблебудівний факультет Одеського інституту інженерів морського флоту.
Жив і працював в Одесі.
За життя Борис Нечерда випустив 12 книг поезії та один роман. Особливо упереджено ставилися до нього київські видавництва і столичні журнали (аж до 1991 року, до розпаду СРСР). Однією з причин упередженості було регулярна поява віршів одесита на сторінках антологій, що вийшли в ряді країн Європи, в США та Канаді в підтримку дисидентського руху в Україні.
Друкувався Нечерда переважно в одеському «Маяку», а також на сторінках місцевих газет.

## Пам'ять
По смерті поета Ліга українських меценатів, редакція журналу «Київ» і Одеська організація Національної Спілки письменників України заснували Літературну премію імені Бориса Нечерди.
19 лютого 2016 року в місті Олександрії (в місцевості Перемога) на честь Бориса Нечерди назвали вулицю, на якій він жив.
В Одесі Бориса Нечерду увічнили плитою на Алеї зірок.

### Твори
- На сайті «Клуб поезії» [Архівовано 24 вересня 2015 у Wayback Machine.]
- На сайті ukr-lit.net [Архівовано 4 березня 2016 у Wayback Machine.]
- Реквієм на здачу Севастополя [Архівовано 2 грудня 2010 у Wayback Machine.]